# Otto von Schlieben

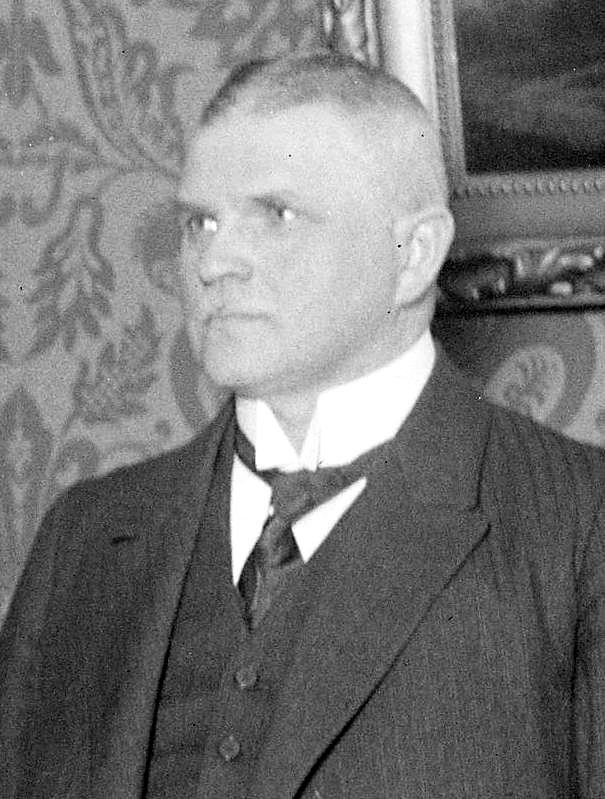
Otto von Schlieben (1925)

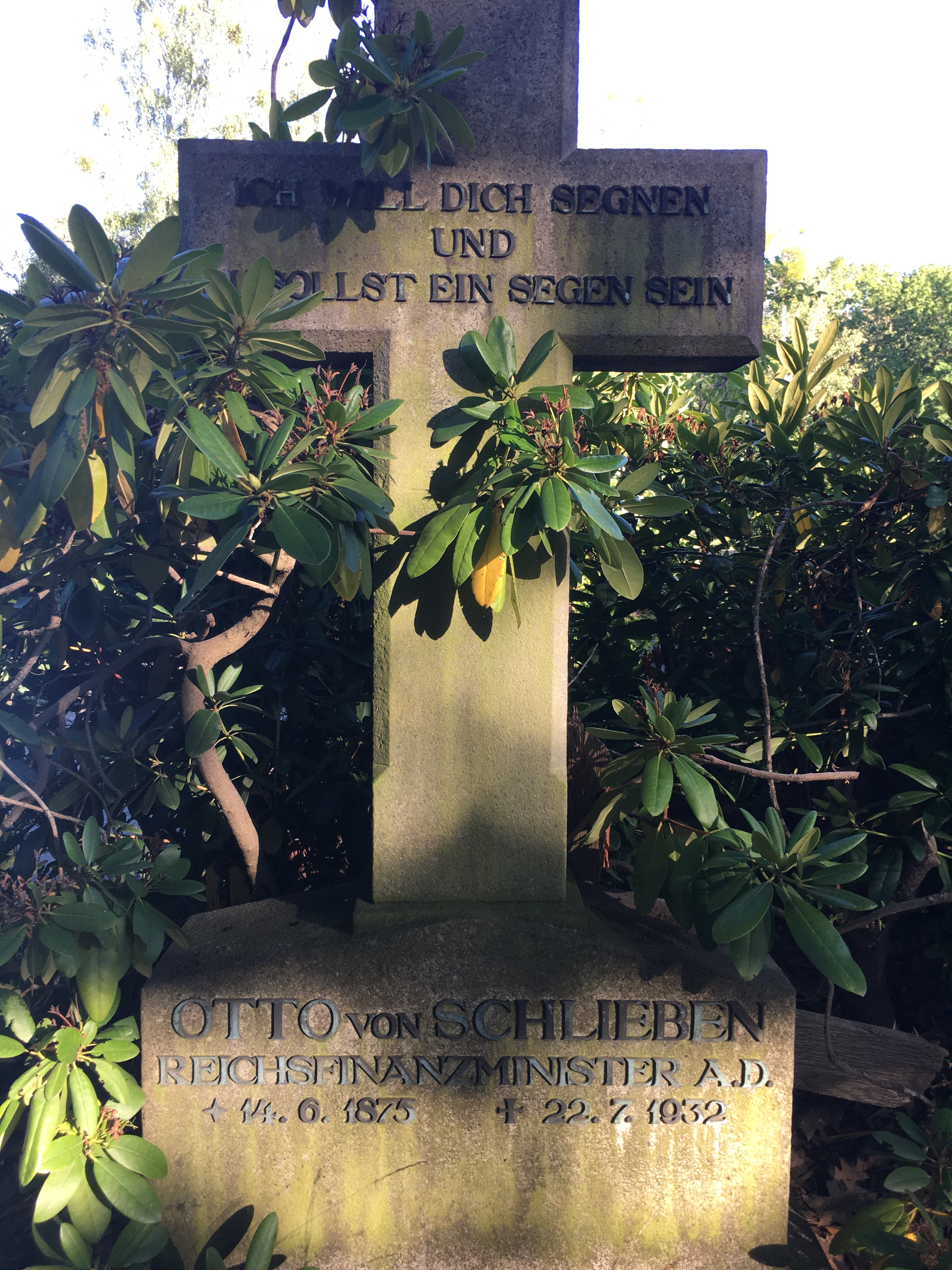
Von Schliebens Grabstein

Hans August Otto von Schlieben (* 14. Januar 1875 in Groß-Rinnersdorf; † 22. Juli 1932 in Halle (Saale)) war ein deutscher Jurist, Verwaltungsbeamter und Politiker (DkP, DNVP).

## Werdegang
Otto war ein Sohn des gleichnamigen Herrn auf Groß-Rinnersdorf Otto von Schlieben (1828–1896) und dessen Ehefrau Agnes, geborene von Schweinitz (1839–1915).
Nach dem Abitur nahm Schlieben ein Studium der Rechtswissenschaft auf, das er 1896 mit dem ersten juristischen Staatsexamen beendete. Anschließend trat er als Gerichtsreferendar in den preußischen Justizdienst ein. Er wurde 1900 Regierungsreferendar, bestand 1904 das zweite juristische Staatsexamen und war dann als Regierungsassessor beim Landratsamt bzw. bei der Polizeidirektion in Hanau tätig. 1906 wechselte er als Kommunal- bzw. Polizeidezernent nach Düsseldorf. Von 1910 bis 1915 amtierte von Schlieben als Landrat des Kreises Heilsberg (Ostpreußen). Ab 1915 war er Hilfsarbeiter im preußischen Staatsministerium und von 1916 bis 1918 als Geheimer Regierungsrat und Vortragender Rat in der Reichskanzlei tätig.
Schlieben war bis 1918 Mitglied der Deutschkonservativen Partei. 1918 wurde er als Ministerialrat ins Reichsschatzamt berufen. Nach der Novemberrevolution trat Schlieben in die Deutschnationale Volkspartei (DNVP) ein. Ab 1919 arbeitete er in dem neu entstandenen Reichsfinanzministerium. 1920 übernahm er als Ministerialdirektor die Leitung der dortigen Etatabteilung (Etatdirektor). Am 19. Januar 1925 berief ihn Hans Luther zum Reichsminister der Finanzen. Während seiner zehnmonatigen Amtszeit versuchte er eine Sparpolitik durchzusetzen, die jedoch im Reichstag keine Mehrheit fand.
Nach Auflösung des Kabinetts Luthers widmete er sich seinen Aufsichtsratstätigkeiten; er war bis 1926 Aufsichtsratsmitglied der Junkers-Flugzeugwerke AG und zeitweise Aufsichtsratsmitglied der Elektrowerke. Von 1926 bis 1929 fungierte er als Präsident des Landesfinanzamtes in Magdeburg. 1930 wurde er Vorsitzender des Direktoriums des Vereins der Deutschen Zucker-Industrie.
Otto von Schlieben starb 1932 im Alter von 57 Jahren in Halle. Beigesetzt wurde er auf dem Friedhof Zehlendorf in Berlin. Das Grab ist erhalten.
Aus seiner am 4. Januar 1912 geschlossenen Ehe mit Jenny von Heyden (* 1881, † 1949) gingen die Töchter Eva (* 1912) und Ingeborg (* 1913) hervor.
Otto von Schlieben war Ehrenritter des Johanniterordens.